# UCI ProTour 2008
4. edycja UCI ProTour 2008 rozpoczęła się w styczniu wyścigiem Tour Down Under. W stosunku do poprzednich lat w formule ProTour zaszły znaczące zmiany. Przede wszystkim od cyklu oderwali się organizatorzy trzech największych wyścigów wieloetapowych: Tour de France, Giro d’Italia oraz Vuelta a España. Co za tym idzie, również inne wyścigi organizowane przez te firmy zostały odłączone od ProTour (m.in. Paryż-Roubaix, Giro di Lombardia czy Paryż-Nicea). Dwa wyścigi wykupione przez koncern Lagardere (do którego należy 25% akcji ASO - organizatora Tour de France) a więc Deutschland Tour i Vattenfall Cyclassics pozostają na razie w kalendarzu ProTour. Cała sytuacja jest efektem kilkuletniego sporu między wspomnianymi firmami a UCI.
Drugą zmianą będą wprowadzane tzw. „paszporty biologiczne”, mające być narzędziem do walki z dopingiem. Polegać to ma na stworzeniu bazy danych zawierającej wyniki krwi i moczu wszystkich zawodników. Na podstawie tych danych będzie można porównać pierwotne wyniki krwi kolarza z wynikami uzyskiwanymi podczas kontroli antydopingowych w trakcie wyścigów. Paszporty będą obowiązywać także na Tour de France i innych wyścigach poza ProTour.
Trzecią zmianą jest rozszerzenie cyklu na wyścigi odbywające się poza granicami Europy. Pierwszym krokiem do tego jest przyznanie 4-letniej licencji ProTour australijskiemu Tour Down Under. Przewodniczący UCI, Pat McQuaid planuje włączyć do cyklu także wyścigi odbywające się w Azji i Ameryce Północnej. Wstępne rozmowy są prowadzone z Rosją i Chinami.
Zmniejszono także liczbę drużyn z licencją ProTour z 20 do 18 grup. UCI do końca stycznia przyzna również „dzikie karty” drużynom, które spełnią wymogi finansowe i organizacyjne. O status dzikiej karty ubiega się 20 teamów (nie ma w tym gronie grupy z Polski).
W dniu przerwy podczas Tour de France 2008 17 z 18 drużyn (a więc wszystkie poza Team Astana, która nie została zaproszona do udziału w TdF) wspólnie postanowiło nie przedłużać licencji ProTour na rok 2009 i wraz z organizatorami trzech największych wyścigów wieloetapowych (Amaury Sport Organisation (ASO), RCS Sport i Unipublic) stworzyć alternatywny system wyścigów. Stawia to istnienie cyklu pod znakiem zapytania.

## Lista drużyn z licencją ProTour na rok 2008
- Ag2r-La Mondiale  Francja
- Astana  Luksemburg
- Bouygues Telecom  Francja
- Caisse d’Epargne  Francja
- Cofidis  Francja
- Crédit Agricole  Francja
- Team CSC  Dania
- Euskaltel-Euskadi  Hiszpania
- La Française des Jeux  Francja
- Team Gerolsteiner  Niemcy
- Team High Road (przedtem T-Mobile)  Stany Zjednoczone
- Lampre  Włochy
- Liquigas  Włochy
- Team Milram  Włochy
- Quick Step  Belgia
- Rabobank  Holandia
- Saunier Duval  Hiszpania
- Silence-Lotto  Belgia

## Klasyfikacja indywidualna
| M-ce | Imię i nazwisko    | Kraj      | Drużyna           | Pkt |
| ---- | ------------------ | --------- | ----------------- | --- |
| 1.   | Alejandro Valverde | Hiszpania | Caisse d'Epargne  | 123 |
| 2    | Damiano Cunego     | Włochy    | Lampre            | 104 |
| 3    | Andreas Klöden     | Niemcy    | Astana Pro Team   | 96  |
| 4    | Roman Kreuziger    | Czechy    | Liquigas          | 94  |
| 5    | Cadel Evans        | Australia | Silence-Lotto     | 85  |
| 6    | André Greipel      | Niemcy    | Team High Road    | 62  |
| 7    | Mikel Astarloza    | Hiszpania | Euskaltel-Euskadi | 60  |
| 8    | Alberto Contador   | Hiszpania | Astana Pro Team   | 58  |
| 9    | Thomas Dekker      | Holandia  | Rabobank          | 54  |
| 10   | Stijn Devolder     | Belgia    | Quick Step        | 50  |